# Stockelsdorf
Stockelsdorf település Németországban, Schleswig-Holstein tartományban. Lakosainak száma 17 022 fő (2023. december 31.).

## Népesség
A település népességének változása:
| Lakosok száma | 10 718 | 17 071 | 16 926 | 17 079 | 17 087 | 17 022 |
|               | 1975   | 2017   | 2019   | 2021   | 2022   | 2023   |